# بيرت غرين وايلدر
بيرت غرين وايلدر (بالإنجليزية: Burt Green Wilder)‏ هو طبيب عسكري وجراح أمريكي، ولد في 11 أغسطس 1841 في بوسطن في الولايات المتحدة، وتوفي في 21 يناير 1925.